# Rana (novela)
Rana (chino: 蛙; pinyin: Wā) es una novela del escritor chino Mo Yan, premio Nobel de literatura en 2012. Publicada por primera vez en 2009, la novela trata sobre la vida de Gugu (姑姑 "tía paterna"), la tía de "Renacuajo", el narrador de la novela. Gugu realiza varios abortos después de que la política de hijo único es introducida en China. La novela analiza tanto las razones por las cuales se implementó la política como las consecuencias de la misma.
La primera traducción del libro al español corrió a cargo de Yifan Li y fue publicada en 2012 por la editorial Kailas.
El título del libro deriva de un juego de palabras pues en chino mandarín, la palabra para rana, 蛙 (wā), suena similar al sonido que hace un bebé (哇 wā), y el nombre del narrador significa "renacuajo".

## Argumento
Rana comienza con una narración por parte de un autor apodado "Renacuajo" que planea escribir sobre la vida de su tía paterna (Gugu). En su juventud, Gugu, la bella hija de un médico y acérrimo comunista, es venerada por su habilidad como partera, siendo ella la primera obstetra moderna del pueblo. Pero cuando su amante deserta de las filas del comunismo, la lealtad de Gugu hacia el partido comunista es cuestionada por sus superiores. Ella decide demostrar su lealtad aplicando estrictamente la política de un solo hijo, controlando el número de niños en el pueblo y realizando abortos en mujeres con hasta ocho meses de embarazo.

## Recepción
Janet Maslin de The New York Times escribió que los conflictos entre los planificadores de abortos del gobierno, que creen que están haciendo lo correcto, y los posibles padres, hacen de Rana un "libro sorprendentemente dramático".
Otra colaboradora de The New York Times, Julia Novel, escribió que las comparaciones con El camino oscuro por Ma Jian, libro que también versa sobre los abortos en China, serían inevitables; argumentó que las dos novelas son aparentemente diferentes pero después de "una lectura cuidadosa", se hace evidente que "ambas describen un país que ha perdido su rumbo, una tierra en la que un estado represivo ha hecho que los individuos sean incapaces de emitir juicios morales independientes sobre la política, economía y el comportamiento social y en el que las mujeres continúan sufriendo a manos de políticos masculinos e imprudentes, y esposos obsesionados con hijos varones".
Steven Moore, de The Washington Post, escribió que, dado que la novela incluye escenas de angustia, Rana "no es polémica, apoyando la necesaria aunque despiadada política de un solo hijo".
Rafel Narbona, de El Cultural, dijo sobre el libro y su autor que "sin concesión al pesimismo, Mo Yan no oculta su confianza en un porvenir donde la vida pueda desplegarse, sin sufrir el acoso de ideologías enemistadas con la libertad y la dignidad".